# Komlan Assignon
Komlan Agbeko Assignon (né le 20 janvier 1974 à Lomé) est un footballeur international togolais. Il évolue au poste de milieu de terrain. Il est le père du footballeur professionnel Lorenz Assignon.

## Biographie
Assignon participe à 3 Coupe d'Afrique des nations avec le Togo : en 1998 (1 but contre la Tunisie), 2000, et enfin 2002. Son équipe est à chaque fois éliminée au premier tour. Avec le Togo il joue également 2 matchs comptant pour les Tours préliminaires de la Coupe du monde 2002.
En club, il joue principalement en faveur de l'AS Cannes. Longtemps assigné à l'équipe B, il débute dans l'élite en 1996 et dispute en tout 35 matchs en Ligue 1 avec le club azuréen. Il connait toutefois la relégation mais reste dans le sud deux saisons supplémentaires. En 2000, il part dans l'Oise et le club de l'AS Beauvais avec qui il dispute une vingtaine de rencontres puis part à l'US Créteil pour ce qui sera sa dernière pro en France.
Sa carrière de joueur prend fin après un passage de deux saisons à Al Jahra de 2002 à 2004.
Il entame après cela une carrière d'entraineur à un niveau amateur en France, d'abord à St-Maurice/Gençay, puis l'équipe B de Poitiers.